# Golfo Argolico
Il golfo Argolico (in greco Αργολικός κόλπος?), noto anche come golfo dell'Argolide o golfo di Nauplia, è un'insenatura del mar Egeo, situata a sud-est del Peloponneso, e compresa tra la penisola dell'Argolide a nord-est e la massa del Peloponneso stesso a sud-ovest. Spesso il golfo e le isole che la popolano sono associati al golfo Saronico e alle isole Saroniche, denominati quindi golfo Argo-Saronico e isole Argo-Saroniche.

## Geografia
Amministrativamente il golfo è situato nella periferia del Peloponneso e nelle unità periferiche di Arcadia e Argolide.
Il porto principale è Nauplia all'estremità nord-occidentale, antica capitale della Grecia; Tolo è invece una nota località balneare. Nei pressi della sponda occidentale si trovano i resti dell'antica città di Lerna, località associata al mostro Idra della mitologia greca. All'imbocco del golfo si trova l'isola di Spetses.
Il golfo è lungo 50 km e largo 30 km circa. Oltre Spetses, nell'insenatura sono presenti diversi isolotti tra cui Psili, Plateia e Bourtzi; quest'ultimo ospita una fortezza veneziana costruita a protezione del porto di Nauplia.
Le montagne dell'arcadia e dell'argolide proteggono il golfo dal vento estivo Meltemi, tipico nelle aree centrali della Grecia nei periodi estativi.
Le città principali che si affacciano sul golfo sono, da sud-ovest verso est:
- Tyros
- Paralio Astros
- Myloi
- Nea Kios
- Nauplia
- Tolo
- Porto Cheli
- Spetses

## Galleria d'immagini

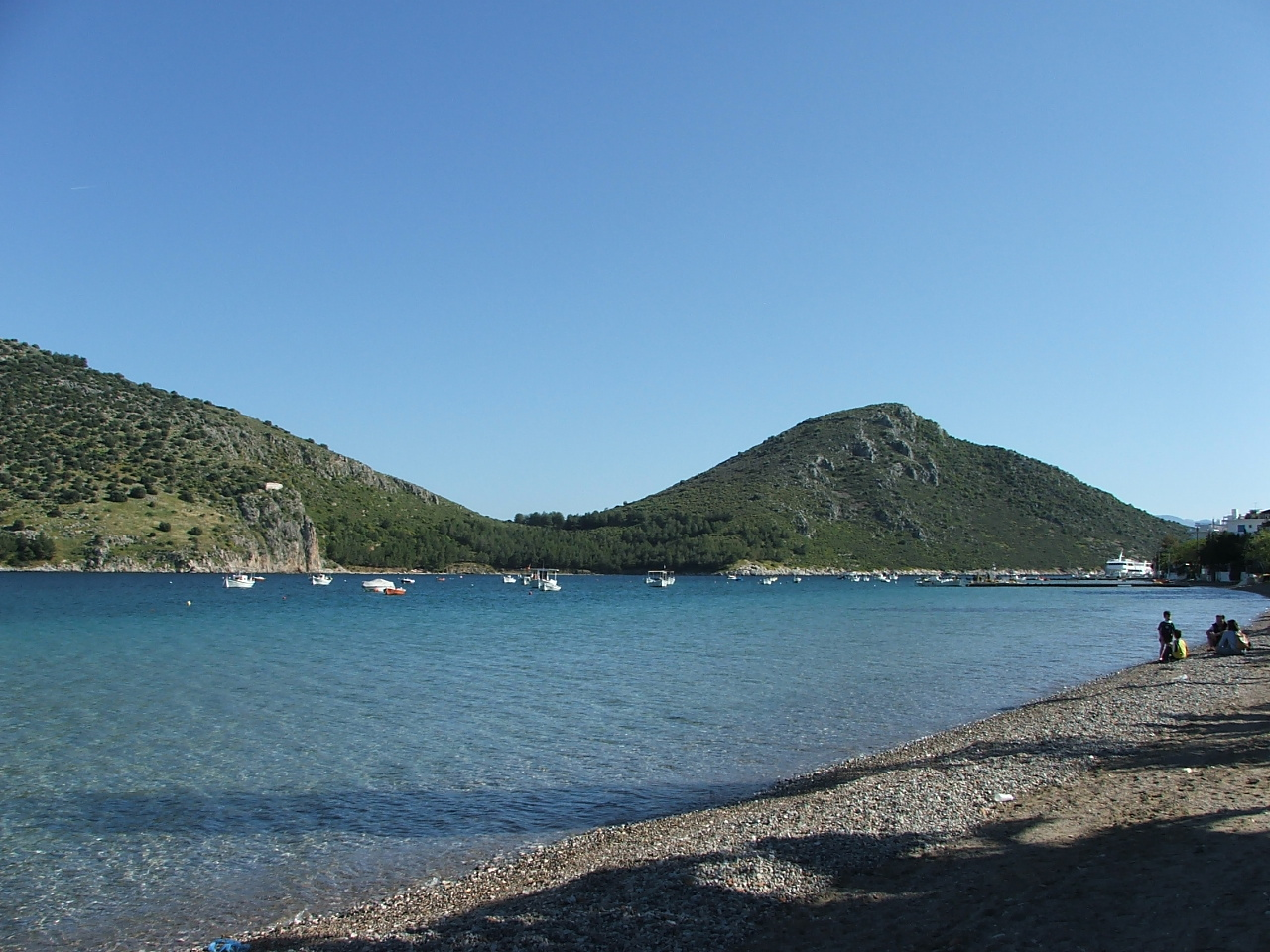
Vista da Tolo
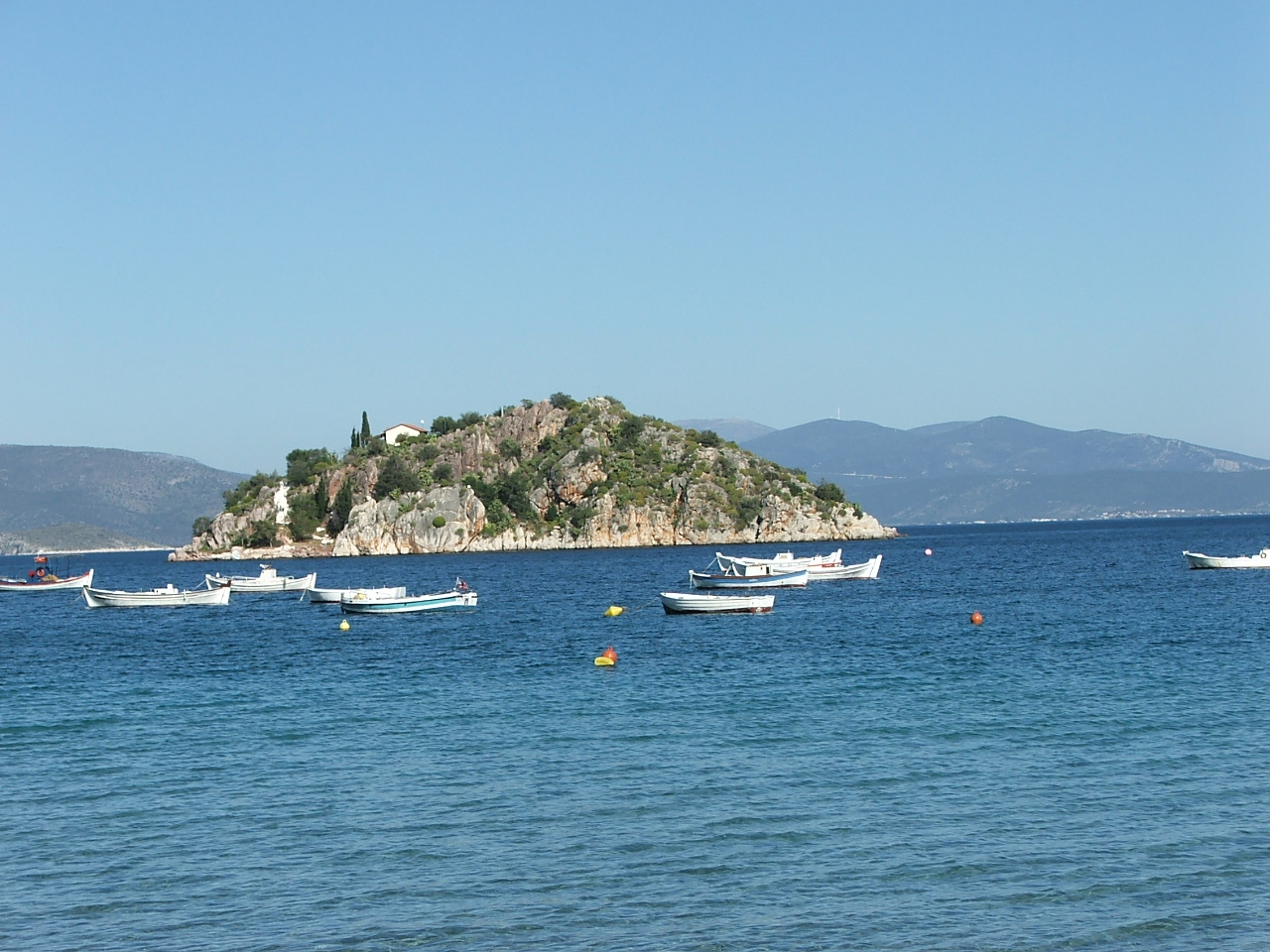
L'isola con la chiesa degli apostoli di fronte a Tolo
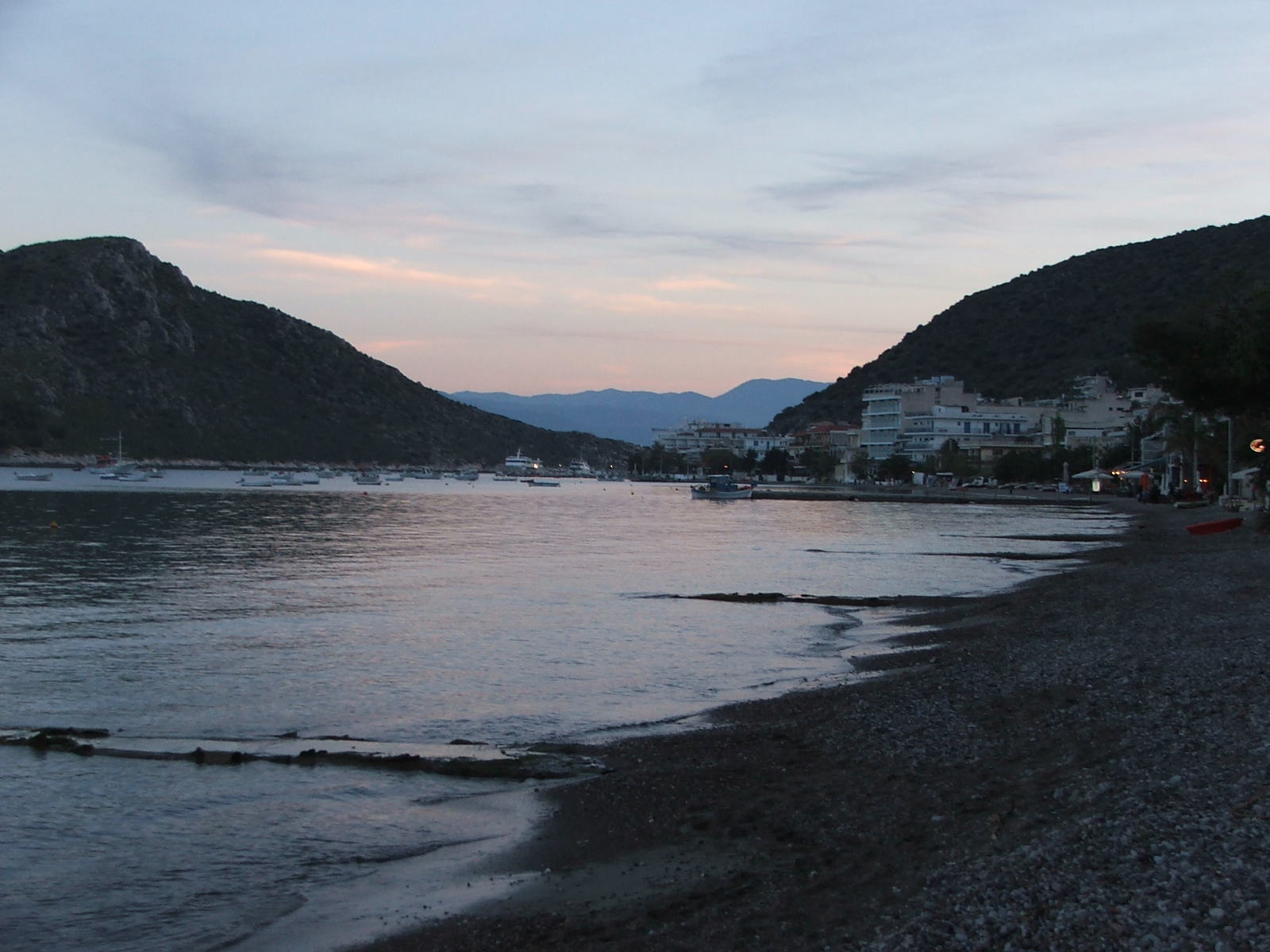
Tramonto sul golfo
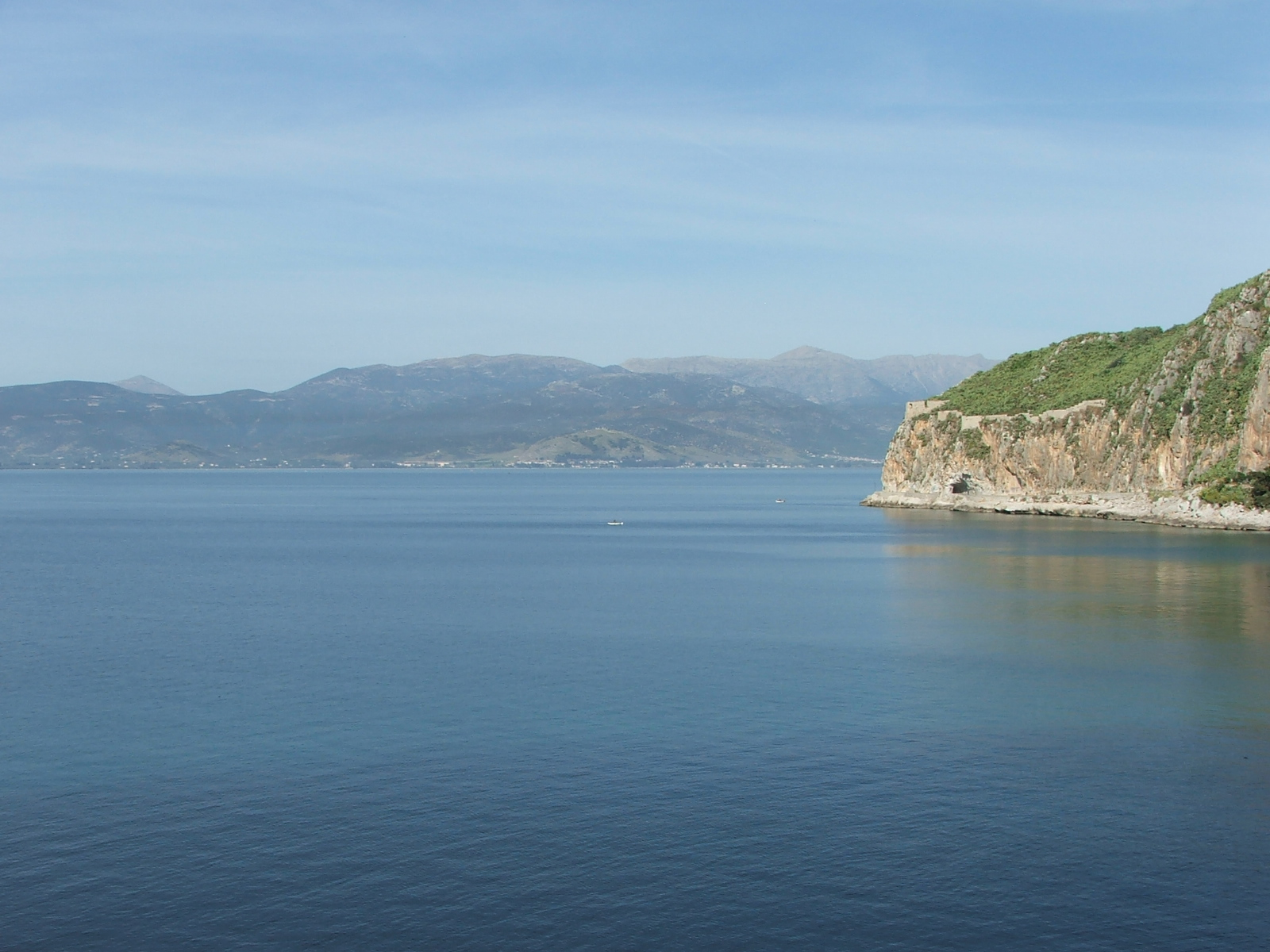
Vista dalla fortezza di Palamidi
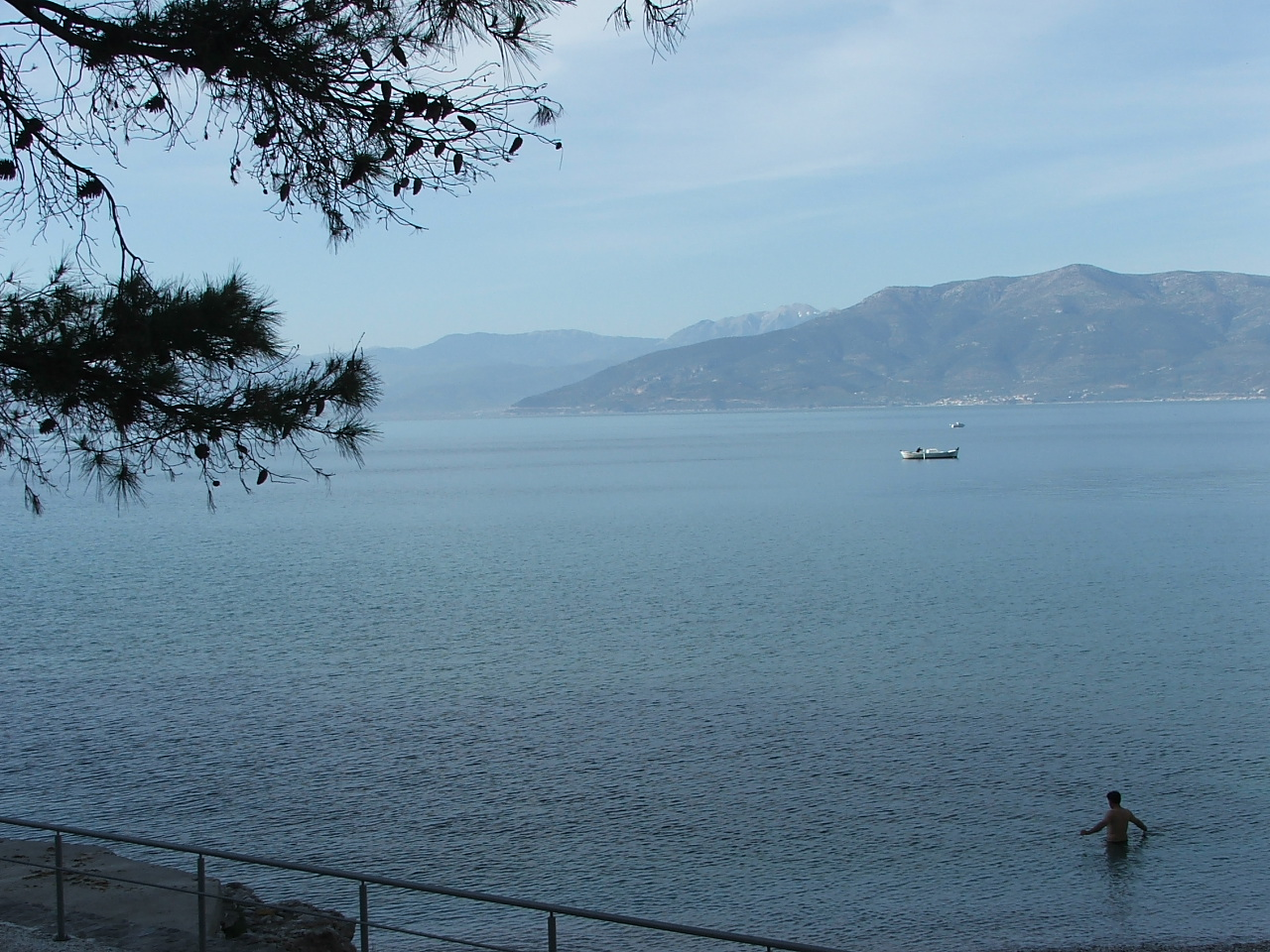
Vista del golfo da Nauplia
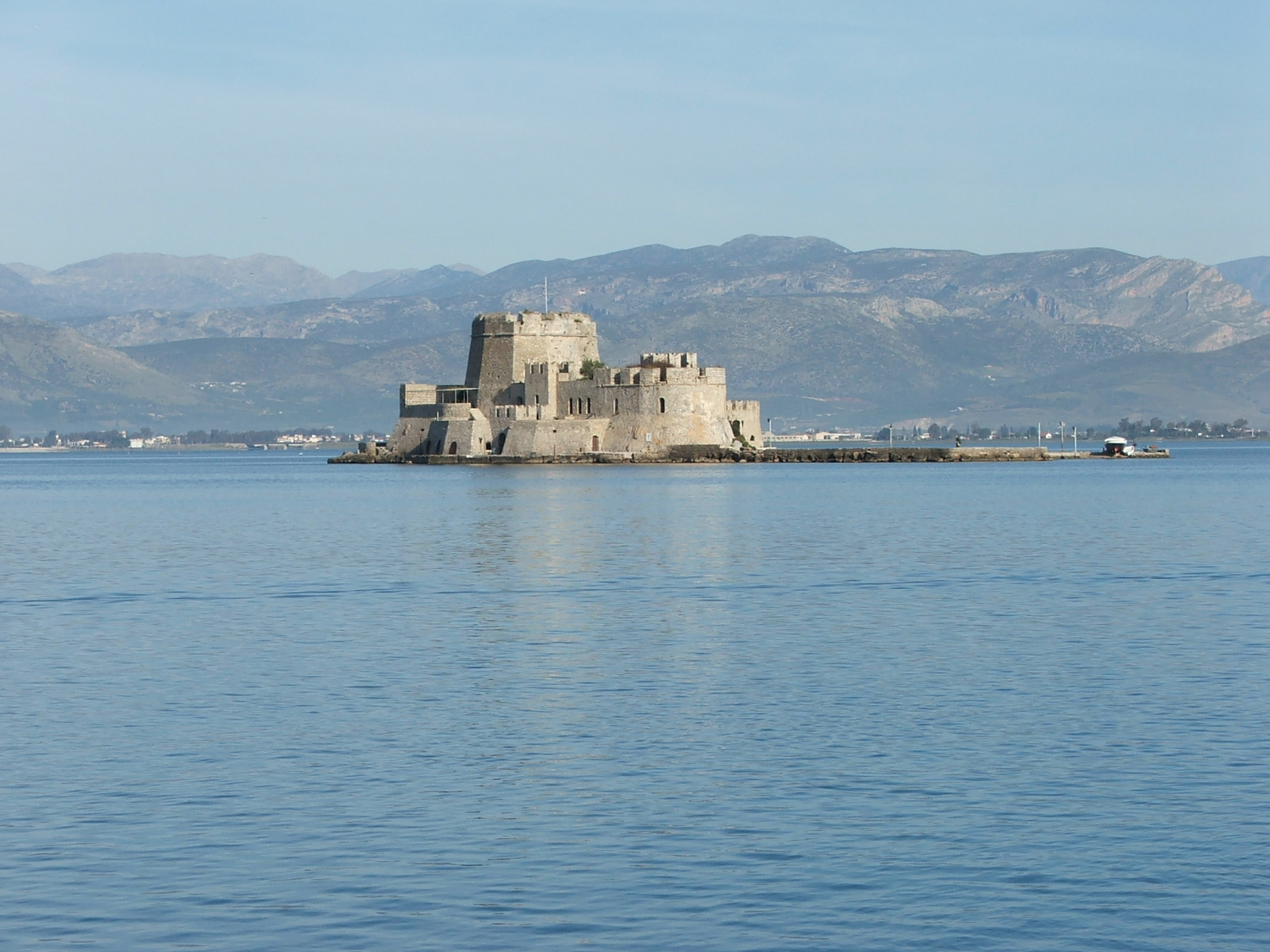
La torre di Bourtzi
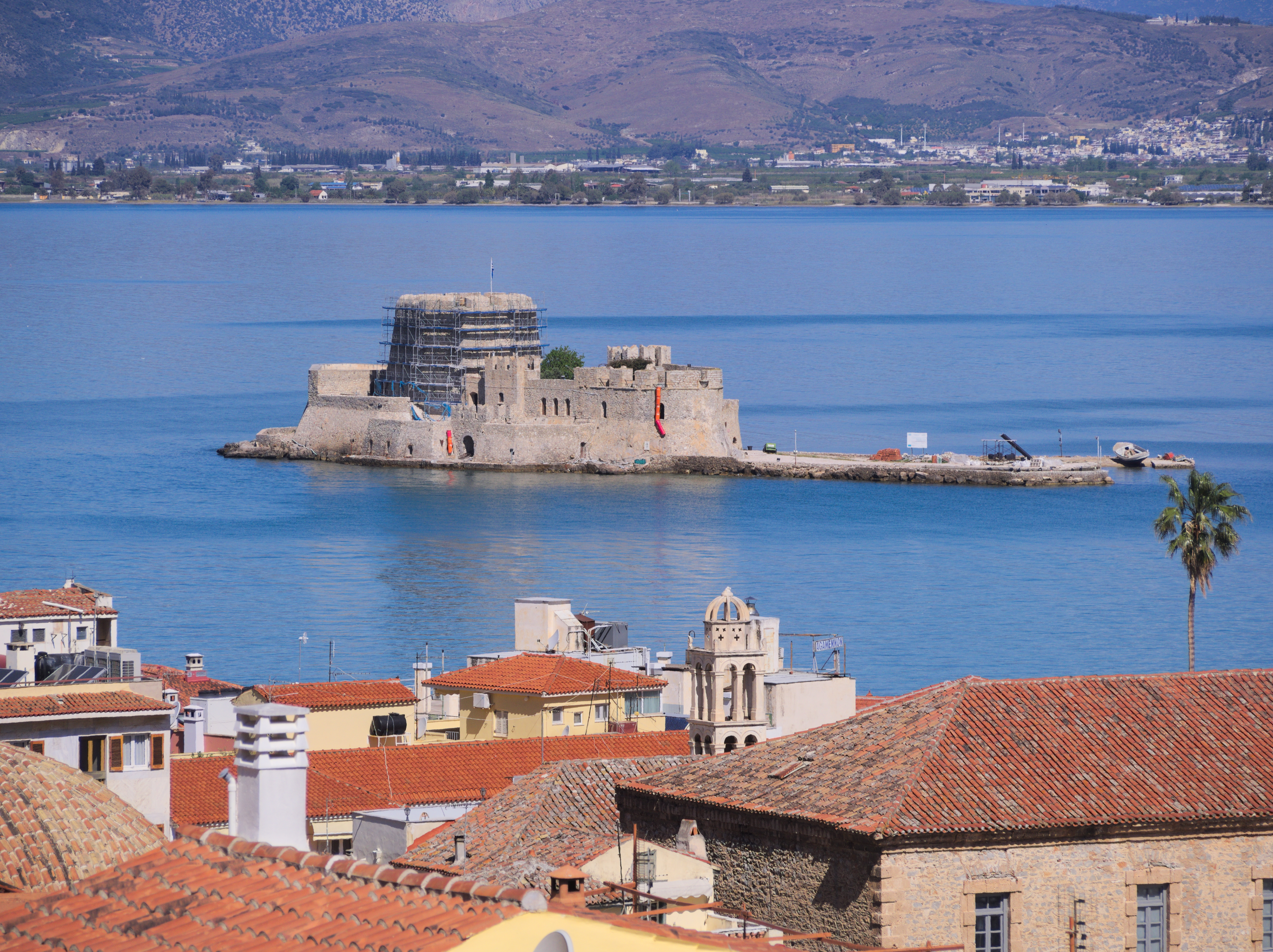
Vista di Nauplia, Bourtzi and del golfo
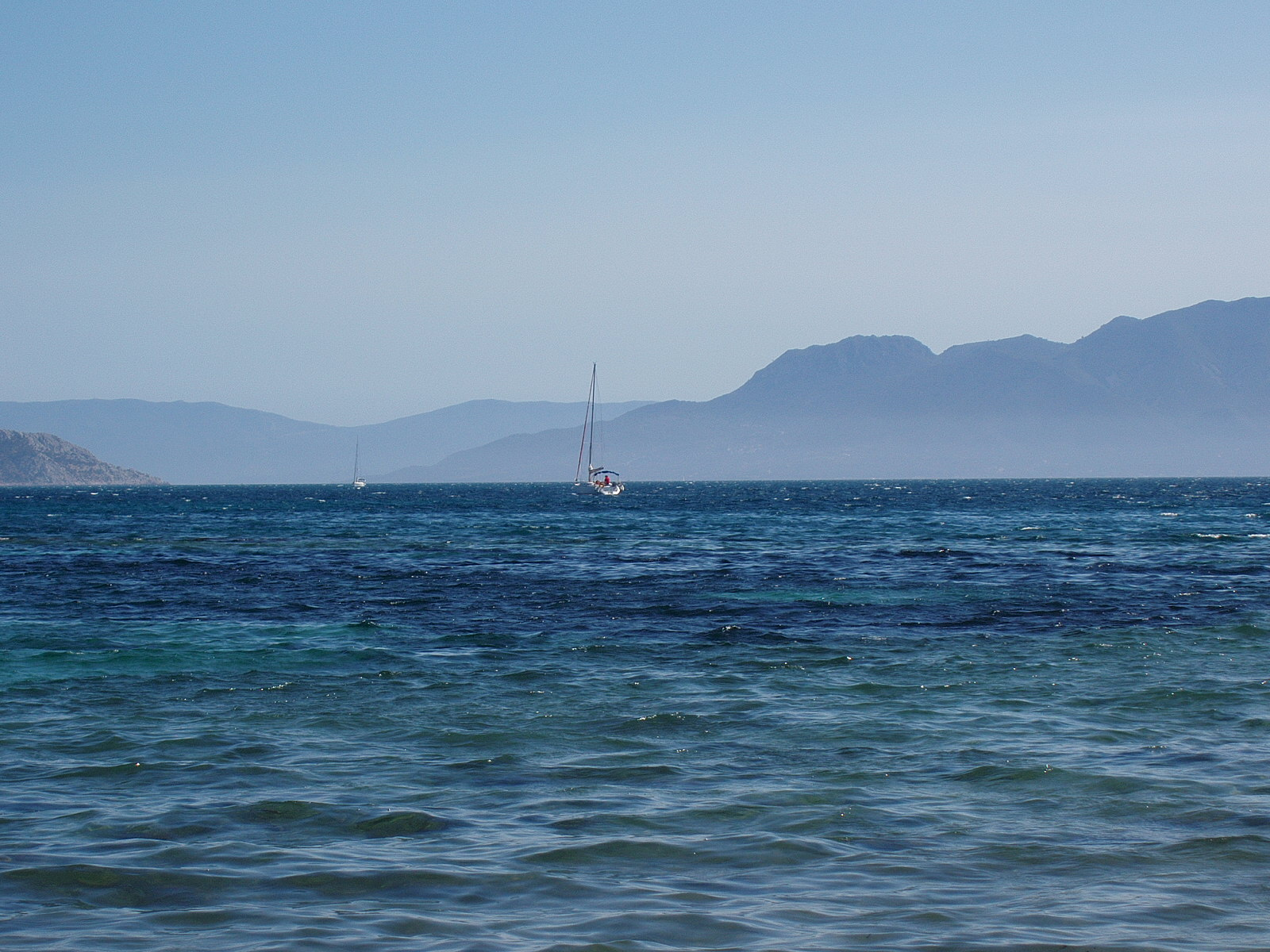
Una barca a vela nei pressi del porto di Nauplia